# Walter Neul
Walter Neul, né le 12 octobre 1899 à Großenhain et mort après 1945, est un homme politique allemand, membre du NSDAP.

## Biographie
Après l'école, Neul termine un apprentissage de boulanger. Il participe à la Première Guerre mondiale dans l'infanterie et reçoit l'Insigne des blessés et la Croix de fer, 2e classe.
En 1919, il combat dans les États baltes et en Haute-Silésie avec le 20e régiment d'infanterie volontaire Freikorps Dohna-Schlodien.
Par la suite, il revient à la vie civil comme ouvrier à Großenhain.

## Engagement politique
En 1922, il rejoint le NSDAP et la SA.
En 1923 et 1924, il sert à nouveau dans la Reichswehr.
Après la levée de l'interdiction du NSDAP, il retourne travailler pour le parti en mai 1925 et, après avoir rétabli la section locale à Großenhain, en prend la direction en 1927.
De novembre 1929 à novembre 1932, il représente le NSDAP en tant que conseiller municipal au parlement municipal de Großenhain.
Après la « prise du pouvoir » par les nationaux-socialistes, il devient en avril 1933 membre du parlement du Land de Saxe , dont il fait partie jusqu'à sa dissolution et élu dans la circonscription 28 (Dresde-Bautzen) au Reichstag national-socialiste.
Il y siège jusqu'à l'effondrement du Reich national-socialiste allemand.
Pendant la Seconde Guerre mondiale, Neul sert comme capitaine dans l'armée. Il est fait prisonnier par les Soviétiques et s'installe en Allemagne de l'Ouest après la guerre.